# Sigiweddellia benthopelagica
Sigiweddellia benthopelagica är en nässeldjursart som beskrevs av Bouillon, Pages och Gili 200. Sigiweddellia benthopelagica ingår i släktet Sigiweddellia och familjen Cuninidae.
Artens utbredningsområde är Södra Ishavet. Inga underarter finns listade i Catalogue of Life.